# Атомна флуоресценція
Атомна флуоресценція (англ. atomic fluorescence) — різновид флуоресценції, процес, при якому після абсорбції фотона атомом й переходом на вищий енергетичний рівень внаслідок збудження відбувається спонтанна або вимушена емісія фотона.
Оскільки атомні види не мають коливальних енергетичних рівнів, випромінювані фотони мають однакову довжину хвилі, що і падаюче випромінювання. Цей процес повторного випромінювання поглиненого фотона є «резонансною флуоресценцією». Він характерний для атомної флуоресценції, хоча спостерігається і в молекулярній флуоресценції.

## Застосування
На атомній флуоресценції засновано:
- Рентгенофлуоресцентна голографія (XFH) (англ. X-ray fluorescence holography (XFH)) — метод голографії з атомною роздільною здатністю.[2]
- Атомна флуоресцентна спектрометрія (АФС) — аналітичний метод, що використовується для визначення концентрації хімічних елементів у зразках.[3]

Крім того, атомна фруоресценція може бути застосована для створення і впровадження квантових інформаційних технологій.